# Çankaya-Palast

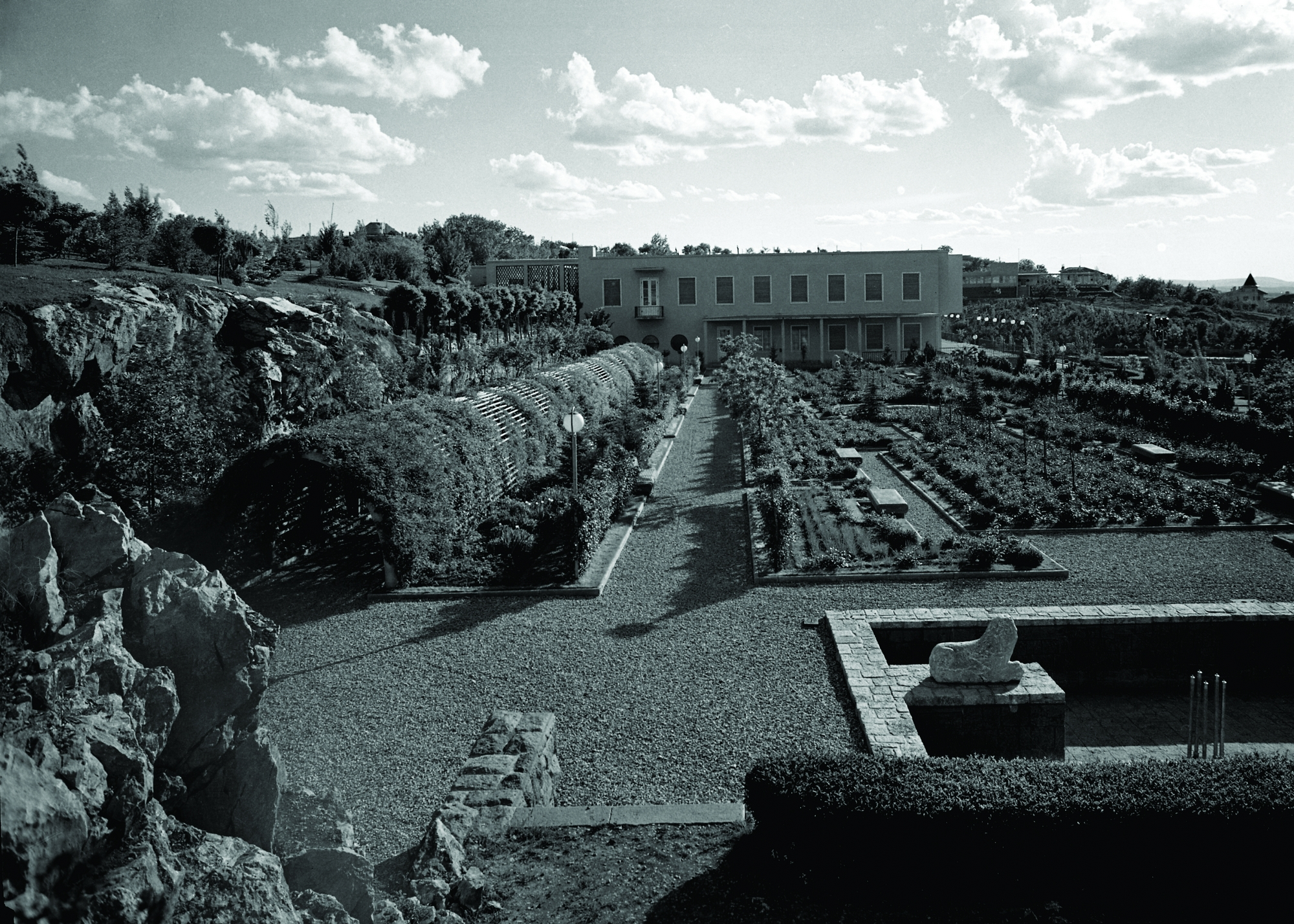
Das Köşk Atatürks während des Zweiten Weltkriegs

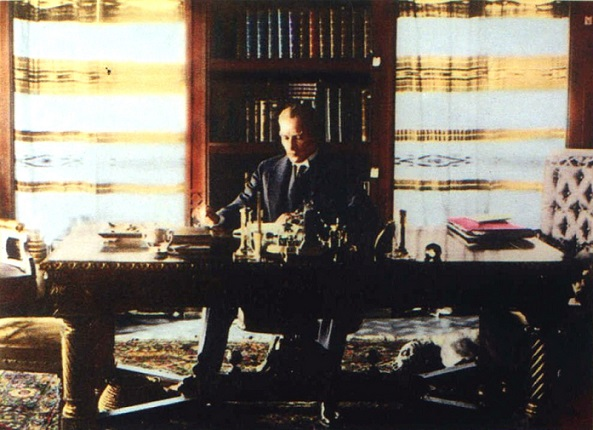
Atatürk in der Bücherei

Die Çankaya-Villa (deutsch für Çankaya Köşkü) ist der Amtssitz des Vizepräsidenten der Republik Türkei.
Bis Oktober 2014 war er der Amtssitz des Präsidenten der Republik Türkei und diente danach bis Juli 2018 als Ministerpräsidentenamt. Er befindet sich im Bezirk Çankaya der Hauptstadt Ankara. Der Name wurde auch als Metonym für den amtierenden Präsidenten verwendet. Das Gelände umfasst mit seinem Palast über 1,77 km² Land. Es beherbergt die Museumsvilla des Staatsgründers Mustafa Kemal Atatürk, die Rosarote Villa (Pembe Köşk), die Glasvilla (Camlı Köşk) und neue Bürogebäude, darunter den Staatlichen Aufsichtsrat, Empfangshallen und eine Pressekonferenzhalle. Es gibt auch Sportgelände, eine Feuerwehrstation, ein Gewächshaus sowie die Kasernen der Präsidialgarde.

## Geschichte
Bis zum Völkermord an den Armeniern 1915 war das Land, auf dem heute die Çankaya-Villa steht, ein Weinbaugebiet, das dem armenischen Juwelier und Händler Ohannes Kasabian gehörte. Nachdem die Überlebenden der Kasabian-Familie aus Ankara geflüchtet waren und sich in Istanbul angesiedelt hatten, konfiszierte der osmanische Staat das Haus und übergab es der Bulgurluzâde-Familie.
Mustafa Kemal kaufte das Gebäude 1921 für 4.500 Türkische Lira von Bulgurluzâde Tevfik Efendi. Nachdem er vorher in der Ankaraner Schule für Landwirtschaft und nach seiner Wahl zum Sprecher der Großen Nationalversammlung am 23. April 1920 in der Villa des Bahnchefs („Direktionshaus“) gewohnt hatte, zog Atatürk im frühen Juni 1921 in die „Çankaya-Villa“. Hier wohnte zunächst auch seine Mutter Zübeyde Hanım, später seine Frau Latife Uşşaki.

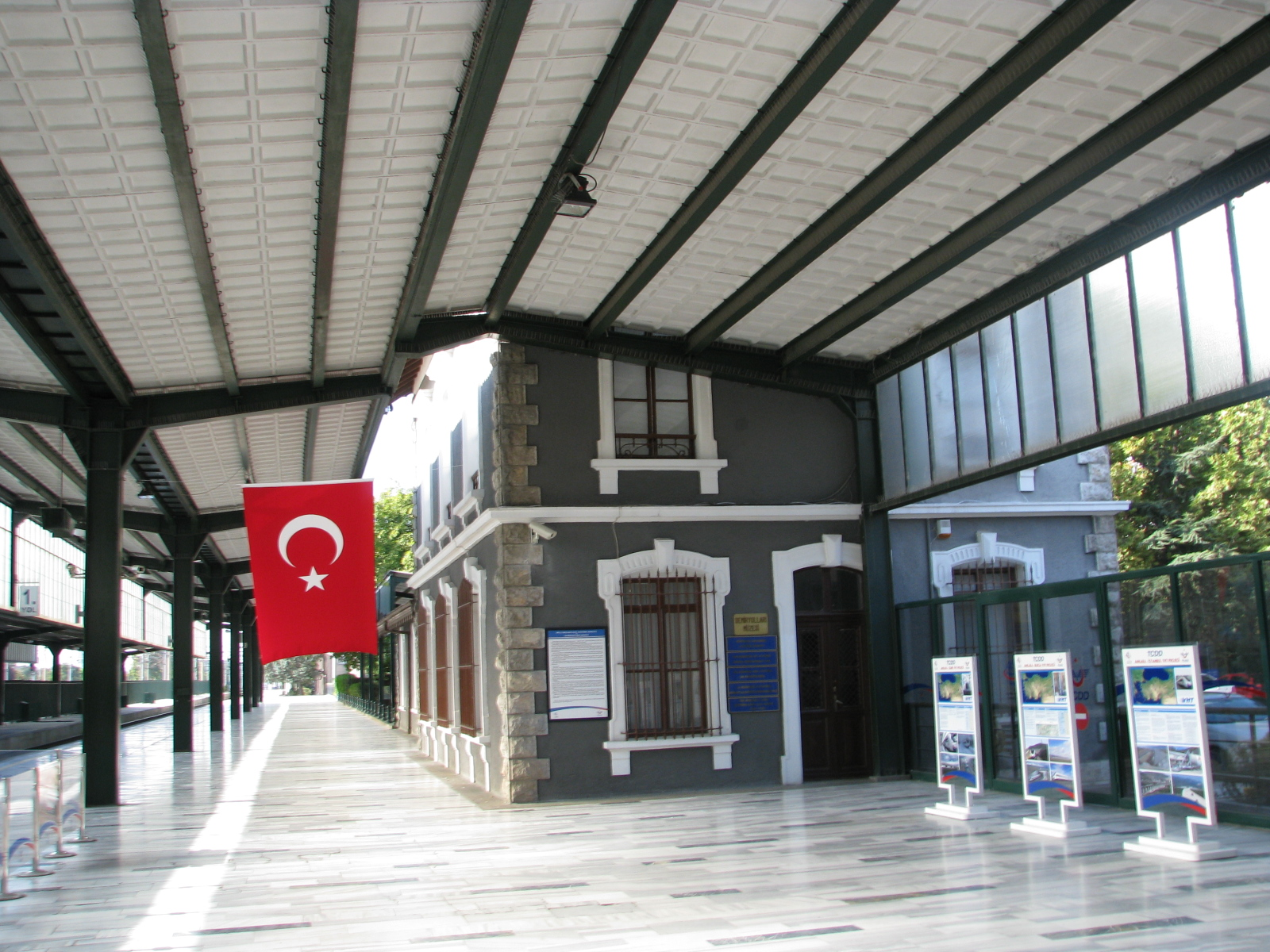
Atatürks Residenz während des Unabhängigkeitskriegs

Der Köşk wurde am 29. Oktober 1923, dem Tag der Republik, von Staatsgründer Mustafa Kemal Pascha eingeweiht. 1924 vollzog der Architekt Mehmet Vedat Bey einige Renovierungen an der Kasabian-Villa, darunter den Einbau eines zweiten Geschosses für neue Schlafzimmer, eines Fenstereingangs mit Rahmen an der Vorderseite, einer Speisekammer und Küche im Hinterhaus und eines Turmes an der Seite.
1932 wurde von Clemens Holzmeister auf dem Areal des Köşk, der früheren Kasabian-Villa, und an diese angrenzend die nach der Farbe ihres Außenanstrichs so genannte Rosa Villa (Pembe Köşk) errichtet, die von da an bis 2014, als Präsident Recep Tayyip Erdoğan den Amtssitz in das Cumhurbaşkanlığı Sarayı verlegte, als Amtssitz des Staatspräsidenten diente. Das Gebäude weist einen Innenhof mit Schwimmbecken auf. Die Privaträume befinden sich im Obergeschoss des zweigeschossigen Gebäudes. Nach dem Umzug des Präsidenten wurde die Rosa Villa als Dienstsitz des Ministerpräsidenten bis zur Abschaffung des Amts des Ministerpräsidenten 2018 genutzt. Das Gebäude nutzt gegenwärtig Vizepräsident Fuat Oktay (Stand April 2020). Die alte Villa wird seit 1950 als Museum genutzt.
1936 wurde der Camlı Köşk (Glasvilla) als Wohnung für die Schwester Atatürks, Makbule Atadan erbaut. Nach mehrfachem Wechsel der Verwendung seit 1951, darunter als Wohnung des Ministerpräsidenten und des Präsidenten des Senats dient sie seit 1996 nach einer Renovierung als Gästehaus für ausländische Staatsoberhäupter.